# Talaso Strunjan
Talaso Strunjan, edino zdravilišče na slovenski obali, je del Term Krka. Nahaja se v bližini naselja Strunjan v Občini Piran.

## Geografija
Zdravilišče se nahaja v naselju Strunjan na nadmorski višini 37.7 m, v zatišni obmorski legi z milim podnebjem in s solinskim zalivom. Leži tik ob morju v zaščitenem krajinskem parku.

## Zgodovina
Začetki zdravilišča segajo v 60. leta dvajsetega stoletja, ko je na tem območju nastal dom vojaških invalidov in borcev NOV.  Kasneje so ponudbo zdravilišča dopolnili s pokritim bazenom in Hotelom Svoboda, kjer so bili tudi prostori za ambulante in terapije. Leta 1984 je zdravilišče po večletnih težavah začelo delovati v okviru Krke, tovarne zdravil, ki je poskrbela tako za infrastrukturno ureditev zdravilišča in okolice kot tudi za zdravstvene in gostinske storitve.
Partnerja Zveza društev vojnih invalidov Slovenije in Terme Krka sta leta 1998 ustanovila skupno podjetje Krka – Zdravilišče Strunjan, ki se je kasneje preimenovalo v Terme Krka – Strunjan.

## Zdravilišče
Za zdravljenje uporabljajo naravne danosti, v tem primeru morje in vse, kar je z njim povezano: morsko vodo, obmorsko klimo, morsko sol in morsko blato.
Indikacije: zdravijo bolezni dihal in revmatična obolenja gibalnega sistema ter lajšajo posledice poškodb ali operativnih posegov na pljučih in gibalnem aparatu ter težave z osteoporozo
Kontraindikacije
- dekompenzirana stanja vitalnih organov (popuščanje srca, pljuč, ledvic, jeter …)
- duševne bolezni (psihoze)
- akutne infekcijske bolezni